# Wyższe Seminarium Duchowne Metropolii Warmińskiej Hosianum
Wyższe Seminarium Duchowne Metropolii Warmińskiej „Hosianum” – seminarium metropolii warmińskiej w Olsztynie.

## Historia
Warmińskie seminarium jest najstarszym seminarium kształcącym przyszłych kapłanów na obecnym terenie Polski. Założone zostało  w Braniewie (Collegium Hosianum), na mocy dokumentu erekcyjnego wydanego w Lidzbarku Warmińskim 21 sierpnia 1565 roku przez biskupa warmińskiego Stanisława Hozjusza w ramach realizacji uchwał soboru trydenckiego. Już w 1564 roku Hozjusz sprowadził do diecezji warmińśkiej jezuitów (do Braniewa dotarli 8 stycznia 1565) jezuitów z misją założenia kolegium dla kształcenia kandydatów do kapłaństwa, jak i młodzieży świeckiej. Faktyczną działalność seminarium rozpoczęło 25 listopada 1567, kiedy to do seminarium przyjęto pierwszych dziesięciu alumnów (docelowo miało ich być dwudziestu czterech; szesnastu wytypowanych i utrzymywanych przez biskupa oraz ośmiu pod opieką kapituły katedralnej). W 1569 roku otwarto nowicjat, w 1578 roku Seminarium Papieskie i w 1582 roku bursę dla ubogich studentów. W  Collegium Hosianum uczono matematyki, niemieckiego, dialektyki i śpiewu, a z czasem teologii, filozofii. Studenci przyjeżdżali na nauki z całego świata.  Pod koniec XIX w. długość studiów teologii w seminarium duchownym przedłużono z sześciu do siedmiu semestrów, czyli 3,5 roku, w XX w. do pięciu lat, a od 1932 r. czas pobytu w seminarium przedłużono do 6 lat. Za rządów biskupa Maksymiliana Kallera w krótkim czasie wybudowano nowy gmach seminarium (uroczyste otwarcie 23 sierpnia 1932), ponieważ studiowało w nim wówczas około 100 kleryków (w 1937 – 140 alumnów). 
W Braniewie Warmińskie Seminarium Duchowne prowadziło swoją działalność z niewielką przerwą w okresie kulturkampfu niemal do końca II wojny światowej. W dniu 5 lutego 1945  w czasie nalotów (bądź 9 lutego wskutek ostrzału artylerii) niemal nowy potężny gmach seminarium został zniszczony. 
Po 1945 roku, w nowych warunkach politycznych i z uwagi na zmiany ludnościowe oraz przeniesienie centrum administracyjnego do Olsztyna, diecezja nie była w stanie od razu wznowić działalności seminarium. Dopiero 10 października 1949 seminarium duchowne zostało reaktywowane w Olsztynie, gdyż gmachu seminarium w Braniewie nie zdołano odbudować. 
Olsztyńskie seminarium korzystało z budynków w różnych lokalizacjach:  
- budynek przy ul. Mariańskiej 3,
- przykościelny budynek przy ul. Jagiellońskiej 47,
- dawna plebania parafii Najświętszego Serca Pana Jezusowego przy ul. Kopernika 46a,
- budynek przy Placu Bema 2 – od 1962 – po eksmisji przez władze komunistyczne z ul. Mariańskiej,
- kolegiata w Dobrym Mieście – od stycznia 1982 – pierwszy rok studiów
- nowy gmach seminarium w olsztyńskiej dzielnicy Redykajny, oddany do użytku w 1991 roku

5 czerwca 1991 roku papież Jan Paweł II podczas IV Pielgrzymki do Polski poświęcił nowo wybudowany gmach Seminarium Warmińskiego w Olsztynie – Redykajnach.
W latach 2017-2024 rektorem seminarium był ks. dr Hubert Tryk, od 2024 funkcję tę pełni ks. dr Wojciech Kotowicz. Wcześniej rektorami byli ks. dr Paweł Rabczyński (2011-2017) i  ks. prof. Władysław Nowak(2004-2011]. 

## Wybrani absolwenci
- Henryk Błaszczyk – archimandryta Kościoła ormiańskokatolickiego
- Władysław Demski – błogosławiony Kościoła katolickiego
- Jacek Jezierski – biskup diecezji elbląskiej
- Cyryl Klimowicz – biskup diecezji irkuckiej
- Józef Kowalczyk – nuncjusz apostolski, Prymas Polski
- Teodor Majkowicz – pierwszy biskup diecezji wrocławsko-gdańskiej Kościoła greckokatolickiego
- Tadeusz Płoski – biskup polowy Wojska Polskiego
- Cyprian Rogowski – dziekan Wydziału Teologii Uniwersytetu Warmińsko-Mazurskiego w latach 2002–2008
- Józef Wysocki – biskup pomocniczy diecezji elbląskiej
- Wojciech Ziemba – arcybiskup archidiecezji warmińskiej
- Piotr Kryk – egzarcha apostolski Niemiec i Skandynawii Kościoła greckokatolickiego
- Janusz Ostrowski – biskup pomocniczy archidiecezji warmińskiej
- Mirosław Kalinowski – rektor Katolickiego Uniwersytetu Lubelskiego Jana Pawła II

## Biblioteka
W ramach seminarium funkcjonuje biblioteka, która w swoich zbiorach posiada (dane z 2015 r.) 330 inkunabułów, 1563 druki z XVI i ponad 7000 druków z XVII–XVIII w..